# Dombeya torrida
Dombeya torrida är en malvaväxtart. Dombeya torrida ingår i släktet Dombeya och familjen malvaväxter.

## Underarter
Arten delas in i följande underarter:
- D. t. erythroleuca
- D. t. torrida